# 瓦尔唐堡
瓦尔唐堡（法語：Waltembourg，法語發音：[valtɑ̃buʁ]；洛林法兰克语：Woltebuerj）是法国摩泽尔省的一个市镇，属于萨尔堡-萨兰堡区。

## 地理
瓦尔唐堡（48°45'0"N, 7°11'51"E）面积1.4 平方千米，位于法国大東部大區摩泽尔省，该省份为法国东北部内陆省份，是洛林的一部分，西南接默尔特-摩泽尔省，东临下莱茵省，北与卢森堡和德国接壤。
与瓦尔唐堡接壤的市镇（或旧市镇、城区）包括：布鲁维莱尔、亨利多夫、圣让库尔策罗德。
瓦尔唐堡的时区为UTC+01:00、UTC+02:00（夏令时）。

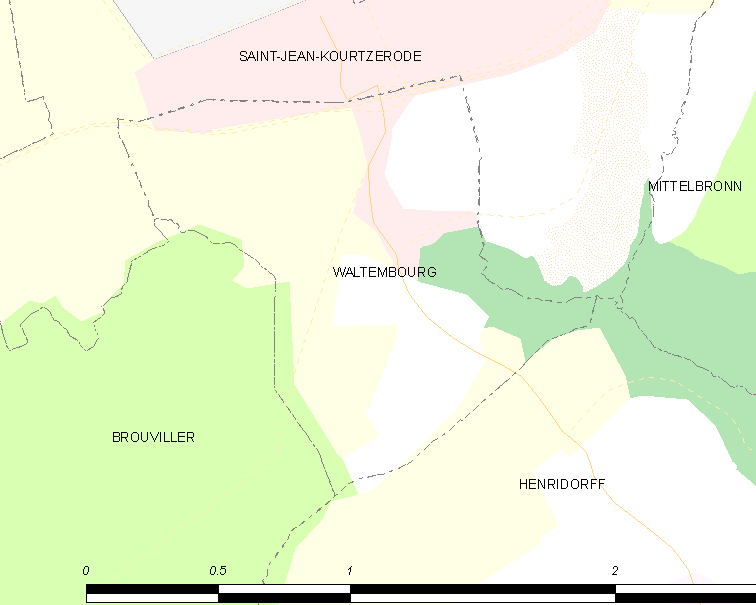
瓦尔唐堡的OSM定位图

## 行政
瓦尔唐堡的邮政编码为57370，INSEE市镇编码为57743。

## 政治
瓦尔唐堡所属的省级选区为法尔斯堡县。

## 人口

1962-2008年间瓦尔唐堡人口变化图示

瓦尔唐堡于2022年1月1日时的人口数量为232人。